# Emil Streichert
Emil Streichert (* 3. Januar 1848 in Tilsit; † 19. Januar 1929 in Berlin) war ein deutscher Architekt und Baubeamter.

## Leben
Emil Streichert studierte an der Berliner Bauakademie. 1877 nahm er mit Conrad Steinbrecht zur Unterstützung Friedrich Adlers an den Ausgrabungen in Olympia teil. Von 1876 bis 1884 arbeitete er als Bauführer unter Ludwig von Tiedemann beim Bau der Universitätskliniken in Halle. 1884 kam er in die Berliner Stadtbauverwaltung unter Stadtbaurat Hermann Blankenstein, dessen Stellvertreter er 1888 wurde und dem er in technischen und administrativen Fragen half. Von 1894 bis 1895 erbaute er mit Hermann Blankenstein und August Lindemann die 10. Städtische Realschule an der Auguststraße 21 in Berlin. Nach dem Amtsantritt von Ludwig Hoffmann 1896 wurde er Verwaltungsdirektor der Städtischen Gaswerke Berlin. 1900 trat er wegen Erblindung in den Ruhestand.

## Veröffentlichungen
- mit Fritz Haack: Unterrichtsanstalten. In: Berlin und seine Bauten, 2. Ausg. Bd. 2, Berlin 1896, S. 296–332.